# The Mammal Society
The Mammal Society est une organisation caritative britannique dont l'objet est la recherche et la conservation des mammifères britanniques. 
La Mammal Society a été fondée en 1954 et la conférence inaugurale de printemps a eu lieu l'année suivante à l'université d'Exeter . 